# Мединска сура
Мединске суре су оне суре Курана, које су откривене у Медини, након Мухамедове Хиџре из Меке, када су муслимани успостављали државу за разлику од Меке, где су били потлачена мањина. Мединске суре се углавном налазе на почетку Курана и обично имају више дужих ајета. У складу са новом позицијом муслимана, ове суре се чешће баве питањима законодавства, и свака сура која се бави ратовањем је мединска сура, почев од суре Ел-Бекаре.
Подела сура у меканске суре и мединске суре је првенствено последица стилистичких и тематских разлога. Класификација сура у ове периоде је базирана на чиниоцима као што су дужина стиха и присуство или одсуство неких кључних концепата или речи (на пример, ал-Рахман као име за Бога).